# Tisonia capuronii
Tisonia capuronii är en videväxtart som beskrevs av Herman Otto Sleumer. Tisonia capuronii ingår i släktet Tisonia och familjen videväxter. Inga underarter finns listade i Catalogue of Life.